# Pedro Rivera
Pedro Rivera foi um frei franciscano francês que nasceu no dia 3 de setembro de 1912 em Valladolid na Espanha. Durante a Guerra Civil Espanhola, ele foi morto em 1936 em Barcelona, juntamente com os freis Alfonso Lopez, Modesto Vegas, Dionisio Vicente, Francisco Remón e Miguel Remón. O Papa João Paulo II em 2001, aprovou a sua beatificação, juntamente com 233 mártires.

## Biografia

### Vida e Martírio
Pedro Rivera nasceu no dia 3 de setembro de 1912 em Valladolid na Espanha. Na juventude, entrou na Ordem dos Frades Menores Conventuais na Granollers e depois foi enviado para Ósimo na Itália para estudar filosofia e teologia.
Em 1933 fez seus votos religiosos e em 1935, obteve o bacharelado em teologia e foi ordenado sacerdote. Ao voltar para Granollers, foi nomeado Superior da comunidade. Durante a eclosão da perseguição religiosa da Guerra Civil Espanhola, foi expulso do mosteiro e refugiou-se na casa de amigos da família, foi encontrado e preso no dia 25 de julho de 1936, mas liberado dois dias depois e foi para Barcelona. Lá ele foi preso novamente em 22 de agosto e provavelmente na virada de agosto e setembro de 1936 foi baleado e martirizado.

### Beatificação
Após a mortes dos religiosos conventuais, o bispo da Arquidiocese de Barcelona iniciou o processo de beatificação no dia 15 de outubro de 1953. Depois disto, o Papa João Paulo II aprova o seu martírio no dia 26 de março de 1999 e no dia 11 de março de 2001  beatifica 233 mártires, entre eles, os da Ordem Franciscana:
- Frei Alfonso Lopez
- Frei Modesto Vegas
- Frei Dionisio Vicente
- Frei Francisco Remón
- Frei Miguel Remón